# Irpinia TV
Irpinia Tv è una televisione locale della Campania.

## Storia
Fondata ad Avellino nel 1986 sulle ceneri della defunta emittente avellinese Tele Lodo Quasar per iniziativa degli imprenditori edili Mario e Sabino Giordano, è attualmente  una delle più autorevoli emittenti d'Irpinia.
A seguito del passaggio totale della Campania al sistema di trasmissione in digitale terrestre, ITV viene autorizzata dal Ministero delle comunicazioni a trasmettere per la Provincia di Benevento e la Provincia di Avellino sul canale UHF 29.
Il 13 gennaio 2018, Irpinia TV cambia canale e dall'11 passa al 97, chiudendo Tesori d'Irpinia.

## Querelle Campania Uno
In vista del passaggio al digitale terrestre, e disponendo di una frequenza ridondante dalla postazione di Montevergine, nel 2009 Irpina Tv digitalizzò tale frequenza e diede vita ad un secondo operatore di rete denominato Campania Uno. Il Ministero delle comunicazioni, purtuttavia, non avallò questa operazione ed al momento della concessione delle autorizzazioni a trasmettere alle emittenti locali campane, conferì alla società Videoproduzioni S.r.l. una sola licenza di operatore di rete  a nome di Irpinia Tv, non riconoscendo l'esistenza dell'operatore Campania Uno. Videoproduzioni ha prontamente impugnato la decisione del Ministero presso il Tar della Campania ottenendo l'assegnazione del secondo multiplex relativo a Campania Uno sul canale precedentemente esercito, il UHF 39. I diritti d'uso di tale canale, tuttavia, erano stati regolarmente attribuiti dal Ministero all'emittente Canale Italia.  Dopo poche settimane , il TAR Lazio, su indicazione dello stesso  Ministero delle comunicazioni, che lo dichiarava libero,  assegnava a Campania Uno il canale 67. Successivamente, l'operatore "New Media , ha impugnato la decisione del TAR Lazio asserendo che il Ch 67 le era stato già precedentemente assegnato dal Ministero. La diatriba tra " Campania Uno " e "New Media" si è conclusa con lo spegnimento del canale di "Campania Uno "che ancora reclama, con ricorso pendente presso il TAR Lazio, l'assegnazione di una frequenza.